# Sony Ericsson Xperia Ray
Sony Ericsson Xperia Ray är en mobiltelefon med Android version 2.3 som lanserades i april 2011. Den senaste officiella uppdateringen från Sony Ericsson är baserad på Android 4.0.4. Xperia Ray har finesser som HD-videoinspelning och LED-blixt. Mobilen är 9,4 mm tjock och har en aluminiumram. Den är tillgänglig i färgerna guld, röd, vit och svart. 